# Elma Saiz Delgado
Elma Saiz Delgado   (Pamplona, 2 de desembre de 1975) és una política, advocada i professora universitària espanyola. Des de 2008 fins al gener de 2012 fou delegada del govern d'Espanya a Navarra. Va ocupar la conselleria d'Economia i Hisenda del govern foral de Navarra (2019-2023). Al novembre de 2023, fou nomenada ministra de Seguretat Social del govern d'Espanya.